# USS Purdy (DD-734)
USS Purdy (DD-734), là một tàu khu trục lớp Allen M. Sumner được Hải quân Hoa Kỳ chế tạo trong Chiến tranh Thế giới thứ hai. Nó là chiếc tàu chiến duy nhất của Hải quân Mỹ được đặt theo tên Thiếu tá Hải quân Frederick Warren Purdy (1911-1943), người được truy tặng Huân chương Ngôi sao bạc do những nỗ lực cứu hộ khi tàu khu trục USS Strong bị đắm vào ngày 5 tháng 7 năm 1943. Nó đã hoạt động cho đến hết Thế Chiến II, và tiếp tục phục vụ sau đó trong Chiến tranh Triều Tiên và Chiến tranh lạnh cho đến khi xuất biên chế năm 1973 và bị tháo dỡ một năm sau đó. Purdy được tặng thưởng một Ngôi sao Chiến trận do thành tích phục vụ trong Thế Chiến II, và ba Ngôi sao Chiến trận khác trong Chiến tranh Triều Tiên.

## Thiết kế và chế tạo
Purdy được đặt lườn tại xưởng tàu của hãng Bath Iron Works Corp. ở Bath, Maine vào ngày 22 tháng 12 năm 1943. Nó được hạ thủy vào ngày 7 tháng 5 năm 1944; được đỡ đầu bởi bà Frederick W. Purdy, vợ góa Thiếu tá Purdy, và nhập biên chế vào ngày 18 tháng 7 năm 1944 dưới quyền chỉ huy của Trung tá Hải quân Frank L. Johnson.

## Lịch sử hoạt động

### 1945
Sau chuyến đi chạy thử máy ngoài khơi Bermuda và các hoạt động khác tại vùng biển Caribe, Purdy khởi hành từ Trinidad vào ngày 7 tháng 2 năm 1945 để đi San Diego. Nó lại tiếp tục hành trình hướng sang khu vực Tây Thái Bình Dương, đi đến Leyte, Philippines vào ngày 17 tháng 3, nơi nó tham gia các cuộc tổng dượt cho cuộc đổ bộ lên Okinawa. Mười ngày sau, nó lên đường trong thành phần Đơn vị Đặc nhiệm 51.13.2 hướng đến mục tiêu, làm nhiệm vụ hộ tống cho Lực lượng Tấn công phía Nam trên đường đi.
Đi đến Okinawa vào ngày 1 tháng 4, Purdy đảm trách vai trò cột mốc radar canh phòng tại vùng biển chung quanh hòn đảo, cảnh báo sớm các đợt tấn công của máy bay cảm tử Kamikaze đối phương và dẫn đường cho máy bay tiêm kích tuần tra chiến đấu trên không ngăn chặn và tiêu diệt những kẻ xâm nhập. Vào ngày 6 tháng 4, nó đã trợ giúp chữa cháy cho tàu khu trục Mullany (DD-528), vốn hư hại nặng bởi máy bay Kamikaze đâm trúng, rồi giúp di tản những người bị thương đến Kerama Retto. 

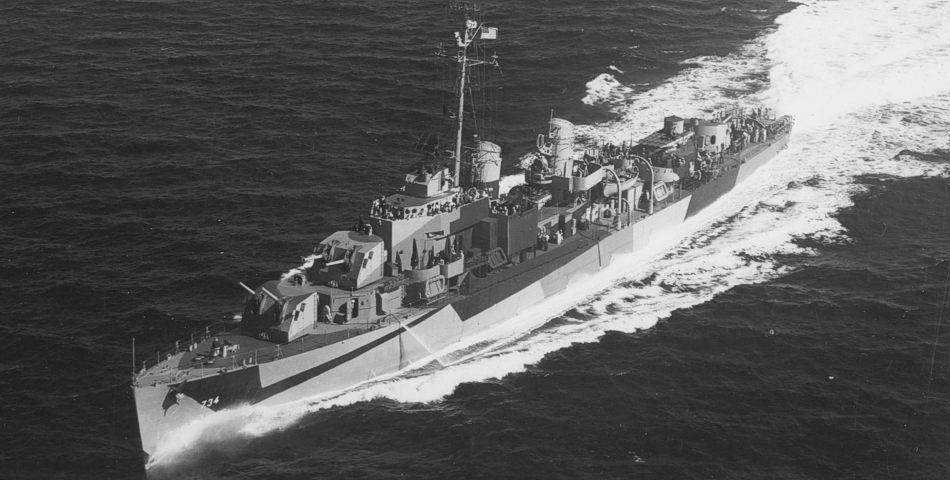
Purdy trên đường đi, tháng 7 năm 1944.

Sáu ngày sau, đang khi cùng tàu khu trục Cassin Young (DD-793) trực chiến ở cột mốc canh phòng cách Okinawa khoảng 60 mi (97 km), Purdy chịu đựng một số phận tương tự. Bị tấn công bởi một đội hình khoảng 30 máy bay đối phương, cả hai con tàu đã phòng thủ bằng hỏa lực phòng không với sự trợ giúp của máy bay xuất phát từ các tàu sân bay, đánh đuổi hầu hết các kẻ tấn công. Tuy nhiên hai máy bay tấn công tự sát đã đâm trúng Cassin Young, và một chiếc thứ ba tiếp cận Purdy đã bị bắn trúng nhưng quán tính tiếp tục khiến quả bom nó mang theo xuyên thủng lườn tàu và kích nổ. Con tàu bị hư hại nghiêm trọng, và 15 thành viên thủy thủ đoàn đã thiệt mạng cùng 25 người khác bị thương.
Purdy phải rút lui về Kerama Retto, và được sửa chữa tạm thời tại đây và tại Guam trước khi về đến San Francisco, California vào ngày 28 tháng 5. Việc sửa chữa rồi huấn luyện tiếp theo chỉ hoàn tất khi chiến tranh đã kết thúc, và nó khởi hành đi sang quần đảo Hawaii, tiếp tục hành trình vào ngày 20 tháng 10 để đi sang Nhật Bản. Trong bốn tháng tiếp theo, nó hoạt động như tàu kiểm soát cảng, vận chuyển hành khách và thư tín, hỗ trợ y tế và tuần tra canh phòng. Nó khởi hành vào ngày 21 tháng 2, 1946 để quay trở về San Diego, và tiếp tục đi sang vùng bờ Đông để hướng đến Portland, Maine, đến nơi vào ngày 16 tháng 4.
Sang tháng 6, Purdy đi vào Xưởng hải quân Boston để được đại tu trong sáu tháng, rồi khi hoàn tất vào tháng 12 đã chuyển sang cảng nhà mới tại Newport, Rhode Island. Sang mùa Xuân năm 1947, nó thực hành cơ động tại vùng biển Caribe trước khi thực hiện chuyến đi đầu tiên sang vùng biển Địa Trung Hải, quay trở về Newport vào tháng 8. Nó lại được phái sang vùng biển Châu Âu từ tháng 9, 1948 đến tháng 1, 1949, rồi được điều sang New Orleans, Louisiana vào tháng 6, nơi nó thực hiện những chuyến đi huấn luyện cho nhân sự của Hải quân Dự bị Hoa Kỳ cho đến tháng 3, 1951. Con tàu thực hiện thêm một chuyến đi sang Địa Trung Hải rồi quay trở về Newport vào tháng 6.

### Chiến tranh Triều Tiên
Vào tháng 10, 1951, Purdy cùng Đội khu trục 122 lên đường đi sang Thái Bình Dương để tham gia cuộc Chiến tranh Triều Tiên, gia nhập Lực lượng Đặc nhiệm 95 ngoài khơi bờ biển Triều Tiên vào ngày 31 tháng 10. Nó đã hỗ trợ hỏa lực cho hoạt động quét mìn tại Hungnam trước khi đảm trách vai trò soái hạm của đơn vị thuộc Lực lượng Phong tỏa và Hộ tống tại khu vực Songjin-Chongjin. Thủy thủ đoàn được nghỉ lễ Giáng Sinh tại Nhật Bản, và sau đó thực hành huấn luyện chống tàu ngầm ngoài khơi Okinawa trước khi quay trở lại vùng biển Triều Tiên vào tháng 1, 1952. Trong sáu tuần lễ tiếp theo, nó hoạt động cùng Lực lượng Đặc nhiệm 77, lực lượng tàu sân bay nhanh.
Được tách khỏi nhiệm vụ trong Chiến tranh Triều Tiên, Purdy lên đường vào ngày 27 tháng 2 để quay trở về nhà qua ngã kênh đào Suez, hoàn tất chuyến đi vòng quanh thế giới khi về đến Newport vào ngày 21 tháng 3. Con tàu tiếp tục các hoạt động thường lệ dọc theo vùng bờ Tây và vùng biển Caribe, kéo dài cho đến năm 1953. Nó khởi hành từ Newport vào ngày 27 tháng 4 cho một chuyến đi vòng quanh thế giới khác, băng qua kênh đào Suez và đi đến Yokosuka, Nhật Bản vào ngày 9 tháng 6. Sau khi được bảo trì, nó gia nhập Lực lượng Đặc nhiệm 77, hộ tống cho tàu tuần dương hạng nặng Bremerton (CA-130) trong hoạt động tuần tra và bắn phá bờ biển tại khu vực giữa Chongjin và Wonsan, rồi làm nhiệm vụ cùng Lực lượng Đặc nhiệm 96 trước khi quay trở lại cùng Lực lượng Đặc nhiệm 77, và cuối cùng là tuần tra tại khu vực Pusan-Pohang cùng với Lực lượng Đặc nhiệm 95. Hai tháng sau khi đạt được thỏa thuận ngừng bắn tại bán đảo Triều Tiên, nó lên đường quay trở về nhà, về đến San Francisco vào ngày 5 tháng 10, và quay về đến khu vực New England vào cuối tháng đó.

### Chiến tranh Lạnh
Trong những năm tiếp theo, luân phiên các hoạt động thường lệ dọc theo vùng bờ Đông và vùng biển Caribe với những cuộc tập trận trong Khối NATO và những hoạt động cùng Đệ lục Hạm đội tại Địa Trung Hải. Vào tháng 6, 1955, con tàu được bổ sung thiết bị phòng tránh Xạ-Sinh-Hóa lần đầu tiên được áp dụng cho hạm đội; vào mùa Hè những năm 1956, 1957 và 1958 đã thực hiện những chuyến đi thực tập huấn luyện cho học viên sĩ quan, đến Chile vào năm 1957 và sang Châu Âu vào năm 1958. Đang khi ở lại cảng Gythio, Hy Lạp, ba thành viên thủy thủ đoàn đã bị thương khi họ trợ giúp cư dân địa phương ngăn chặn một đám cháy lớn, cho đến khi phương tiện chữa cháy ở cách xa 25 dặm (40 km) được chuyển đến.
Vào mùa Xuân 1961, Purdy tham gia nhiệm vụ thu hồi tàu vũ trụ trong khuôn khổ Chương trình Mercury; và sang mùa Thu đã đi đến vùng biển Trung Mỹ hỗ trợ các hoạt động duy trì hòa binh tại Cộng hòa Dominica sau vụ ám sát tổng thống Rafael Trufillo. Đến tháng 11, 1962, chiếc tàu khu trục lại hoạt động tại khu vực Trung Mỹ, khi nó tham gia hoạt động phong tỏa Cuba trong vụ Khủng hoảng tên lửa Cuba.
Vào ngày 1 tháng 4, 1965, Purdy được thuyên chuyển từ Hải đội Khu trục 12 sang Hải đội Khu trục Dự bị 30 và đặt cảng nhà tại Fall River, Massachusetts. Cho đến năm 1970, nó hoạt động huấn luyện cho nhân sự Hải quân Dự bị Hoa Kỳ, phục vụ như tàu huấn luyện cho Trường Khu trục Hải quân đồng thời thử nghiệm và đánh giá những thiết bị mới. Tên nó được rút khỏi danh sách Đăng bạ Hải quân vào ngày 1 tháng 7, 1973, và con tàu được bán cho hãng Northern Metals, Philadelphia vào ngày 11 tháng 6, 1974 để tháo dỡ.

## Phần thưởng
Purdy được tặng thưởng một Ngôi sao Chiến trận do thành tích phục vụ trong Thế Chiến II, và thêm ba Ngôi sao Chiến trận khác trong Chiến tranh Triều Tiên.